# Fuerte
Fuerte – czwarty singiel kanadyjskiej piosenkarki Nelly Furtado z albumu Mi Plan z gościnnym udziałem hiszpańskiej śpiewaczki Conchy Buiki.

## Billboard
Piosenka osiągnęła miejsce 3 na  liście Billboard Hot Dance Club Songs bez żadnej promocji ze strony Furtado. Pierwotnie singiel miał zostać wydany w czerwcu i promować album  Mi Plan, ale decyzja została cofnięta. Oficjalna data wydania to 26 października.

## Teledysk
Teledysk do "Fuerte" został wyreżyserowany przez Richarda Bernardina, Robacho Buika i Aarona A.
Nagranie zostało udostępnione przez VEVO 22 października. W teledysku Furtado pojawia się w eleganckich kreacjach. Tańczy przy ścianie, a także pływa w basenie. W nagraniu pojawiła się także Concha Buika.

## Notowania
| Notowanie                           | Najwyższa pozycja |
| ----------------------------------- | ----------------- |
| U.S. Billboard Hot Dance Club Songs | 3                 |
| Czechy Top 100                      | 47                |